# Plesjtjanitsy
Plesjtjanitsy (vitryska: Плешчаніцы) är en köping i Vitryssland.   Den ligger i voblasten Minsks voblast, i den norra delen av landet, 60 km norr om huvudstaden Horad Mіnsk. Plesjtjanitsy ligger 211 meter över havet och antalet invånare är 5 835.

## Natur
Terrängen runt Plesjtjanitsy är platt. Trakten är glest befolkad. Plesjtjanitsy är det största samhället i trakten.